# Java Secure Socket Extension
A Java Secure Socket Extension (JSSE) egy Java nyelvű csomag gyűjtemény, amely lehetővé teszi a biztonságos Internet kommunikációt. Továbbá megvalósítja az Secure Sockets Layer-t (SSL), Transport Layer Security (TLS) protokollt, valamint tartalmaz funkcionalitást az adattitkosításhoz, szerver authentikációhoz, üzenet integrációhoz és opcionális kliens authentikációhoz.
JSSE a Java 1.2-es és 1.3-as egy opcionális csomagja volt, amit az 1.4-be már beintegráltak.

## Külső hivatkozások
- JSSE az Oracle Java weboldalán